# Оренбурзький газопереробний завод
Оренбурзький газопереробний завод — газопереробний комплекс, створений на базі Оренбурзького газоконденсатного родовища.

## Загальна інформація
Майданчик підприємства розташований в селищі Холодні Ключі, передмісті Оренбурга.
Завод був побудований у співпраці з Францією. 
У складі заводу є 9 установок по виготовленню товарного газу, сім установок для виготовлення сірки, три установки стабілізації конденсату. Оренбурзький ГПЗ технологічно пов'язаний з гелієвим заводом. 
На середину 2010-х на заводі працювало 3080 осіб.
У комплексі з заводом була побудована Каргалинська ТЕЦ.

## Продукція
- сирий газовий конденсат;
- газ природний (природна суміш газів метанового ряду);
- оброблена елементарна сірка;
- сірка чиста, діоксид сірки, олеат сірки;
- бутан, пропан, СПБТ (суміш пропану і бутану технічна), ПБА (пропан-бутан автомобільний);
- гази промислові змішані за специфікацією замовника;
- гази стислі і зріджені;
- одорант.

## Транспортна інфраструктура
Видачу товарного газу організували за допомогою трубопроводів Оренбург – Заїнськ, Оренбург – Самара, Оренбург — Новопсков, "Союз", Оренбург – Домбаровка. Трубопровід Оренбург – Совхозне сполучає ГПЗ із Совхозним підземним сховищем газу.
Етанова фракція транспортується по етанопроводу Оренбург – Казань. 
Для транспортування стабілізованого конденсату, а потім і  широкої фракції легких вуглеводнів (ШФЛУ, переважно пропан та бутан з домішками пентану та гексану) спорудили спеціалізовану систему Оренбург – Салават – Уфа. По ній же з кінця 2010-х могли видавати певні обсяги етану. Ще одним методом видачі ШФЛУ є продуктопровід Оренбург – Шкапово – Туймази.
З 1980-х років на завод для переробки надходить продукція казахського Карачаганакського родовища, для чого призначена трубопровідна система Карачаганак – Оренбург.

## Цікаві факти
- З 1973 по 1978 рік директором заводу був Віктор Черномирдін, голова Уряду Російської Федерації з 1992 по 1998 рік[1].